# Karlina Leksono Supelli
Karlina Leksono Supelli (ur. 15 stycznia 1958 w Dżakarcie) – indonezyjska filozof i astronom, działaczka na rzecz praw człowieka.

## Życiorys
Po ukończeniu szkoły średniej wstąpiła na Wydział Matematyki i Nauk Przyrodniczych Instytutu Technologii w Bandungu (ITB), gdzie ukończyła astronomię. W 1989 roku uzyskała stopień Master of Science w University College London. W 1992 roku podjęła studia magisterskie z filozofii na Uniwersytecie Indonezyjskim. Doktoryzowała się w 1997 roku na podstawie rozprawy pt. Wajah-Wajah Alam Semesta: Suatu Kosmologi Empiris Konstruktif.